# 중국 수어
중국 수어(약자 CSL 혹은 ZGS; 중국어 간체자: 中国手语, 정체자: 中國手語, 병음: Zhōngguó Shǒuyǔ)은 중국에서 주로 사용되는 수어다. 이는 대만에서 주로 사용되는 대만 수어와는 관련이 없다.

## 역사
수어(중국어 간체자: 手语, 정체자: 手語, 병음: shǒuyǔ)에 대한 최초의 언급은 당나라 시대 당시 작성된 《수어》라는 중국 문헌에서 찾아 볼 수 있다. 해당 문헌에서는 수어로 '거울'을 나타내는 기호가 기록되어 있다. 송나라의 소식은 수화를 사용하는 공동체에 대해 설명하기도 했으며 명나라 후기에는 서위(徐渭)의 희곡인 《옥선사취향일몽》 (중국어 간체자: 玉禅师翠乡一梦, 정체자: 玉禪師翠鄉一夢, 병음: Yù Chánshī Cuìxiāng Yī Mèng)에서 묘사된다.
중국 최초의 농학교는 1887년 장로교 선교사인 아네타 톰프슨 밀스(영어: Annetta Thompson Mills)에 의해 설립된 치푸(중국어: 芝罘, 병음: Zhīfú)농학교다. 학교에서 1880년 밀라노 회의에 의해 구화법 교육 방법이 지향되면서 구화법을 기반으로 한 수어가 개발되었다.다른 농학교에서는 1897년  프랑스 가톨릭 단체가 상하이에 설립했는데 중국 수어는 이 두 농학교에 기반해 발달했다.
중국 수어가 중국 대륙에 널리 확산될 수 있었던 이유는 각 지역의 농학교와 농인(農人)들을 위한 공장, 농장등의 일자리 덕분이었다. 반면 공공의 장소에서 사용된 수어와는 다르게 지역 사회와 고립된 농인들은 가정에서만 사용되는 독자적인 홈 사인(home sign)을 지향하고 사용하는 경향이 있다.1992년, 미국 출신 농인들이 주를 이루어 타 장애를 가진 장애인들에 비해 상대적으로 낮았던 농인들의 삶의 질 개선을 위해 중국농아협회(영어: The Chinese National Association of the Deaf)가 설립되었다.

## 분류
중국 수어는 크게 남부 중국 수어와 북부 중국 수어로 분류된다. 남부 중국 수어는 상하이를 중심으로 프랑스 수어의 영향을 받았으며 북부 중국 수어는 치푸 농학교에서 유래되어 미국 수어의 영향을 받았다. 북부 중국 수어는 중국어의 영향을 더 강하게 받았다. 홍콩 수어는 남부 수어에서 유래하였으나 지금은 별개의 수어로 분류된다. 상하이를 기반으로 발전한 북부 수어의 경우 대만과 말레이시아에서 사용되지만 대만 수어, 말레이시아 수어, 티베트 수어와는 계통적으로 관련이 없다.
중국 수어는 부정문을 구정하는 형태론적 특징을 영국 수어와 공유하는데 이는 과거 상하이에서 영국과의 접촉 때문일 가능성이 있다. 중국 수어와 영국 수어 간 공통적으로 나타나는 특징 중 하나는 긍정과 부정을 나타낼 때 각각 엄지, 새끼손가락을 사용한다는 것이다.

## 구조
대부분의 다른 수어와 마찬가지로 중국 수어도 대부분 얼굴 표정과 결합된 형태와 동작을 통해 전달한다. 중국 수어은 지문자과 유사한 철자 체계를 갖추고 있다. 이는 1963년 12월에 한어 수지 자모 방안(중국어 간체자: 汉语手指字母方案, 정체자: 漢語手指字母方案, 병음: Hànyǔ Shǒuzhǐ Zìmǔ Fāng'àn)이라는 이름으로 채택되었다.

## 참고 문헌
- CSL: Chinese Sign Language
- Berke, Jamie (2020년 6월 9일). “Deafness Around the World – From South Africa to Mexico”. 《Very Well Health》. 2023년 5월 1일에 원본 문서에서 보존된 문서. 2024년 4월 14일에 확인함.
- Seen Not Heard by Cassie Biggs. From Weekend: February 26–27, 2005
- Chinese Sign Language: by Elizabeth T. Yeh, 10/28/04